# 十口之家
十口之家(Jon & Kate Plus 8)

## 簡介
十口之家（英语：Jon & Kate Plus 8）是美國的一档真人秀電視節目，內容圍繞父親約翰和母親凱特以及他們的八个孩子的日常生活。该節目一共第七季148集。2007年4月4日在美國Discovery Health Channel开播，之後於2008年轉由TLC頻道播放，並於2011年9月12日完結。

## 家庭成員
父母
父：約翰 Jonathan Keith "Jon" Gosselin 1977年4月1日出生(45歲)
母：凱特 Katie Irene "Kate" Gosselin 1975年3月28日出生(47歲)
雙胞胎 2000年10月8日出生(21歲)
長女Cara Nicole
次女Madelyn "Mady" Kate
六胞胎 2004年5月10日出生(17歲)
三女Alexis Faith
四女Hannah Joy
長子Aaden Jonathan
次子Collin Thomas
五女Leah Hope
三子Joel Kevin

## 雙胞胎與六胞胎
節目的片頭有一段約一分鐘的簡介，講述約翰和凱特因懷孕困難，而使用人工授孕的方式懷孕，而又因為人工授孕會有較高機率懷有多胞胎，結果凱特先後懷有雙胞胎與六胞胎。

## 收視
節目在美國有不俗的收視，第五季播出時更錄得980萬觀眾的高收視。

## 播映
十口之家共現時共有七季(未計算2014年新一輯)，由於約翰和凱特在第五季時離婚，約翰其後淡出節目，故第五季後節目英文名稱由「Jon & Kate Plus 8」改為「Kate Plus 8」。

### Jon & Kate Plus 8
| 季數 | 季數 | 集數 | 首播日期       | 結束日期       |
| ---- | ---- | ---- | -------------- | -------------- |
|      | 1    | 8    | 2007年4月10日  | 2007年5月14日  |
|      | 2    | 12   | 2007年10月15日 | 2007年12月17日 |
|      | 3    | 31   | 2008年1月7日   | 2008年6月16日  |
|      | 4    | 41   | 2008年6月23日  | 2009年3月23日  |
|      | 5    | 23   | 2009年5月25日  | 2009年11月23日 |

### Kate Plus 8
| 季數 | 季數 | 集數 | 首播日期      | 結束日期      |
| ---- | ---- | ---- | ------------- | ------------- |
|      | 1    | 4    | 2010年8月30日 | 2010年9月20日 |
|      | 2    | 20   | 2011年4月4日  | 2011年9月11日 |

## Kate Plus 8
TLC 頻道於2010年4月8日宣布，凱特和她的八位孩子，將會於2010年6月6日在「Kate Plus 8」的一小時特備節目中回歸。

## 離婚
2009年4月，有記者拍到約翰跟一位不知名的女士一起，起先約翰和凱特嚴詞否認外遇的指控，並強調那位所謂的不知名女士，只是夫妻兩人多年的舊朋友。後來有自稱為該不知名女士的哥哥，向媒體放出消息指妹妹「was romantically involved with Jon」（與約翰有噯眛）。其後約翰和凱特在節目上證實了這件事情，並表示二人對於小孩的愛不會改變，但卻不肯定二人之間的關係會如何走下去。後來在6月22日十口之家的第五季第六集一小時加長版中，約翰和凱特正式宣布離婚，結束十年的婚姻關係，而該集標題為「Houses and Big Changes」的一集，也創下十口之家播映以來最高收看人數的一集。

## 新一輯
新一輯十口之家將會於2014年6月在美國TLC頻道播放。